# Goodluck Jonathan
Goodluck Ebele Azikiwe Jonathan (nascut el 20 de novembre del 1957) és un polític nigerià, 14è President de Nigèria (2010 - 2015). Ell fou governador de l'Estat de Bayelsa i vicepresident de la República Federal de Nigèria. Jonathan és membre del People's Democratic Party (PDP). El 13 de gener del 2010 la cort federal el va ascendir al lloc de president de l'estat mentre el President Umaru Yar'Adua rebia tractament mèdic a un hospital de l'Aràbia Saudita. La que en aquell moment era Ministra d'Informació, Dora Akunyili, fou la primera que va condemnar el desgovern de l'estat. Una moció del Senat Nigerià del 9 de febrer del 2010 va confirmar aquests poder al President. El 24 de febrer del 2010, Yar'Adua va tornar a Nigèria, però Jonathan va continuar essent el president. Amb la mort de Yar'Adua, el 5 de maig del 2010, Jonathan el va succeir a la Presidència oficialment el 6 de maig del 2010.

## Biografia i educació
Jonathan va néixer a Otueke, a la Zona de Governament Local d'Ogbia, a l'actual estat de Bayelsa. La seva família eren fabricants de canoes. Molts grups ètnics de Nigèria tenen la tradició de posar el nom als fills per les expectatives que tenen o per les circumstàncies del seu naixement. Ebele Jonathan (un cristià del sud de Nigèria) va triar el nom Goodluck (bona sort) després que va saber instintivament que el seu fill tindria bona sort.
Jonathan té un grau de Batxillerat en ciències, en Zoologia. Té un màster de ciència en hidrobiologia i biologia dels peixos i un grau de doctor de filosofia en zoologia per la University of Port Hartcourt. Després d'obtenir el seu grau, va treballar com a inspector educatiu, lector i oficial de protecció del medi ambient, fins que el 1998 va decidir entrar a la política.
Jonathan està casat amb Patience Jonathan i té dos fills. És membre del grup ètnic dels ljaws.

## Carrera política primerenca

### Governador de l'estat de Bayelsa
Jonathan va començar la seva carrera a la política el 1998, entrant al People's Democratic Party (PDP) el 1998. Jonathan, prèviament diputat de l'estat de Bayelsa va succeir al Governador Diepreye Alamieyeseigha, que fou sotmès a judici polític després de er acusat de blanquejat de diners al Regne Unit.

### Carrera vers la presidència
Al desembre del 2006, Jonathan fou seleccionat com company d'Umaru Yar'Ardua per la carrera presidencial del PDP a les eleccions d'abril del 2007. El 20 d'abril del 2007, poc abans de les eleccions presidencials, es va produir un intent d'assassinat contra Jonathan a l'estat de Bayelsa.

### vicepresident
Després de la victòria electoral del PDP, dos policies foren morts a la casa de Goodluck quan ell no hi era. Després que Yar'Adua assumís el càrrec i declarés el seu patrimoni, onathan va fer el mateix l'agost del 2007.

### Amb poders de President
El President Umaru Yar'Adua va deixar Nigèria el 24 de novembre del 2009 per un tractament mèdic. El 13 de gener del 2010, una cort fedral va donar al vicepresident el poder d'actuar com a cap d'estat per la llarga absència del President. El 22 de gener del 2010, la Cort Suprema de Nigèriava dictaminar que el Consell Federal Executiu (FEC) tenia 14 dies per a decidir sobre una resolució sobre la qual el President Yar'Adua "és incapaç de fer les seves funcions". En un missatge a la nació al febrer del 2010, Jonathan va demanar als nigerians que deixessin de banda les seves diferències ètniques i religioses per a treballar junts per un bé comú. Jonathan va dir que "els esdeveniments del passat recent han fet un test sobre la nostra resolució col·lectiva com una nació democràtica", "Hem complau saber que el nostre país ha demostrat capacitat de recuperació i unitat de propòsit".
El 9 de febrer del 2010, el Senat va determinar que el poder presidencial hauria de ser transmès al Vice-President. Va assumir el rol de President en Funcions, amb tots els poders fins que Yar'Adua recuperés la salut totalment. La transferència de poder fou anomenat "un cop d'estat sense la paraula" pels advocats i legisladors opositors. La Constitució Nigeriana requereix una carta escrita del President que indiqui que no pot servir o que el gabinet envii un equip mèdic que l'examini; però semblà que aquesta disposició no es va complir, pel que van quedar dubtes sobre la constitucionalitat de l'acció que van fer.

## Presidència
Yar'Adua va morir el 5 de maig del 2010 i Jonayan va reemplaçar l'antic president el 6 de maig del 2010, així, es va convertir en el 14è cap d'estat de Nigèria. Servirà com a president fins a les properes eleccions. En assumir el càrrec, Jonathan va esmentar que la seva administració se centraria en la lluita contra la corrupció i la reforma electoral. També va dir que havia arribat al poder en "circumstàncies molt tristes i poc comuns".
El 18 de maig del 2010, l'Assemblea Nacional va aprovar la nominació del President Goodluck Jonathan del governador de l'estat de Kaduna, Namadi Sambo com a Vice-President.
El 14 de gener del 2011, el President Goodluck Jonathan fou elegit perquè encapçalés el Partit Democràtic del Poble (PDP) per a les següents eleccions presidencials de l'abril del 2011 per un 77,7% dels vots al seu favor.
Goodluck Jonathan s'enfrontarà a altres candidats a la presidència a les pròximes eleccions generals de l'abril del 2011, entre els quals hi ha Mallam Ñuhu Ribadu, d'Action Congress of Nigeira (ACN) i Mohammadu Buhari del Congress for Progressive Change (CPC).
El president Goodluck ha estat farcit de problemes de seguretat. El seu mandat fou testimoni de les creixents tensions entre la comunitat indígena (sobretot cristiana) de la zona de Jos i els nòmades musulmans fulani i hausa que han colonitzat Jos els últims 100 anys. A més a més, durant el mandat de Goodluck Jonathan, s'ha trencat l'amnistia amb els militants del Delta del Níger, tot i que ell és de la zona.

## Facebook
El 28 de juny del 2010, Jonathan va crear una pàgina de fans de Facebook que té més de 518.000 seguidors A través del facebook, gairebé cada dia fa proclames als seus ciutadans.

## Controvèrsia de la Copa del Món de futbol
Després de la Copa del Món de Futbol de 2010 de Sud-àfrica, en la que la selecció nigeriana no es va classificar, Jonathan va decretar que la selecció nacional fes partits internacionals. La FIFA s'hi va oposar i va amenaçar fer fóra a Nigèria de l'associació i per això, Jonathan va aixecar aquesta prohibició.